# Markova Volîțea, Popilnea
Markova Volîțea (în ucraineană Маркова Волиця) este un sat în comuna Sokilcea din raionul Popilnea, regiunea Jîtomîr, Ucraina.

## Demografie
Componența lingvistică a localității Markova Volîțea
     Ucraineană (96,15%)
     Rusă (1,28%)
     Alte limbi (0,43%)
Conform recensământului din 2001, majoritatea populației localității Markova Volîțea era vorbitoare de ucraineană (96,15%), existând în minoritate și vorbitori de rusă (1,28%).